# Nový Brunšvik
Nový Brunšvik (anglicky New Brunswick, francouzsky Nouveau-Brunswick) je jedna z Pobřežních provincií Kanady. Má přibližně 776 tisíc obyvatel a rozlohu 72 908 km². Hlavní město je Fredericton, největší Saint John. Drtivou většinu obyvatel tvoří běloši, indiáni pak zahrnují 3,31 % populace. Je zde silné zastoupení francouzsky mluvících obyvatel (33 %). Nejsilnější náboženskou skupinou je římskokatolická církev (53,4 %), která má suverénní postavení zejména mezi obyvateli s irskými a francouzskými (francouzsky mluvícími) předky. K protestantům (sjednocená církev Kanady, baptisté a anglikánská církev) se řadí 35,7 % obyvatel, bez vyznání je 8,7 % obyvatel. Podle zákona New Brunswick Official Languages Act z roku 1969 má Nový Brunšvik jako jediná kanadská provincie dva úřední jazyky, angličtinu a francouzštinu.

## Historie
Původními obyvateli byli Maliseetové a Mikmakové. V roce 1534 zde přistál jako první Evropan Jacques Cartier. V roce 1604 vznikla francouzská kolonie Akádie. Po uzavření pařížské smlouvy území získali Britové. V roce 1784 byla založena kolonie Nový Brunšvik, pojmenovaná podle toho, že tehdejší král Jiří III. byl také brunšvicko-lüneburským kurfiřtem. Roku 1867 se Nový Brunšvik stal kanadskou provincií. Patří dlouhodobě k nejchudším částem Kanady. Významným zaměstnavatelem je Irving Group of Companies. Důležitou roli v ekonomice hraje primární sektor, především těžba dřeva a rybolov, v okolí Bathurstu se těží zinek a olovo. Na území provincie sídlí také firma McCain Foods, která je největším světovým producentem mražených bramborových výrobků.

## Geografie
Provincie má vlhké kontinentální podnebí a 83 % její rozlohy pokrývají lesy. Nachází se zde národní park Kouchibouguac. Záliv Fundy je znám rekordně vysokým přílivem i skalními útvary Hopewell Rocks na pobřeží. Na území Nového Brunšviku zasahuje Appalačské pohoří, nejvyšší horou je Mount Carleton (820 m n. m.). Šíje Chignecto spojuje Nový Brunšvik s Novým Skotskem. Významnými řekami jsou Saint John, Nepisiguit a Restigouche.